# إدوارد روي بيكر
إدوارد روي بيكر (بالإنجليزية: Edward Roy Becker) هو محامي وقاضي أمريكي، ولد في 4 مايو 1933 في فيلادلفيا في الولايات المتحدة، وتوفي بنفس المكان في 19 مايو 2006 بسبب سرطان البروستاتا.